# Nikkala
Nikkala est un village suédois situé dans la commune de Haparanda. 
Sa population était de 415 habitants en 2019. 